# Micropterix paykullella
Micropterix paykullella là một loài bướm đêm thuộc họ Micropterigidae. Nó được Fabricius miêu tả năm 1794. Loài này phân bố ởlocally across the whole Alps, có ở Pháp, Ý, Áo và Thụy Sĩ.
Sải cánh dài 9–13 mm. Con trưởng thành bay từ tháng 5 đến tháng 6 và fly during the day.